# TP d'Or 1993
Els premis TP d'Or 1993, foren entregats el 24 de gener de 1994 i la cerimònia fou retransmesa en directe des del Palau de Congressos de Madrid per Antena 3 en un programa presentat per Lydia Bosch i José Antonio Gavira.
| Categoria                       | Programa                                    | Persona                                     | Resultat   |
| ------------------------------- | ------------------------------------------- | ------------------------------------------- | ---------- |
| Actor                           | Lleno, por favor                            | Alfredo Landa                               | Guanyador  |
| Actor                           | Farmacia de guardia                         | Carlos Larrañaga                            | Nominat    |
| Actor                           | Truhanes                                    | Francisco Rabal                             | Nominat    |
| Actriu                          | Farmacia de guardia                         | Concha Cuetos                               | Guanyadora |
| Actriu                          | Lleno, por favor                            | Lydia Bosch                                 | Nominada   |
| Actriu                          | Lleno, por favor                            | Beatriz Carvajal                            | Nominada   |
| Presentador                     | El Gran Juego de la Oca i Noche, noche      | Emilio Aragón Álvarez                       | Guanyador  |
| Presentador                     | Quién sabe dónde                            | Francisco Lobatón                           | Nominat    |
| Presentador                     | Gente de primera                            | Iñaki Gabilondo                             | Nominat    |
| Presentadora                    | ¡Hola Raffaella!                            | Raffaella Carrà                             | Guanyadora |
| Presentadora                    | A otra cosa                                 | Belén Rueda                                 | Nominada   |
| Presentadora                    | Antena 3 Noticias                           | Olga Viza                                   | Nominada   |
| Sèrie Dramàtica Nacional        | Celia                                       | Celia                                       | Guanyadora |
| Telecomèdia Nacional            | Farmacia de guardia                         | Farmacia de guardia                         | Guanyadora |
| Telenovel·la                    | Kassandra                                   | Kassandra                                   | Guanyadora |
| Serie Estrangera                | The Fresh Prince of Bel-Air                 | The Fresh Prince of Bel-Air                 | Guanyadora |
| Informatiu diari                | Telediario                                  | Telediario                                  | Guanyador  |
| Programa de documentals i debat | Quién sabe dónde                            | Quién sabe dónde                            | Guanyador  |
| Magazine i varietats            | ¡Hola Raffaella! i Lo que necesitas es amor | ¡Hola Raffaella! i Lo que necesitas es amor | Guanyador  |
| Concurs                         | El Gran Juego de la Oca                     | El Gran Juego de la Oca                     | Guanyador  |
| Programa infantil               | Club Disney                                 | Club Disney                                 | Guanyador  |
| Premi Especial a tota una vida  | Carmen Sevilla                              | Carmen Sevilla                              |            |